# Comitatul Orange, California
Comitatul Orange (în engleză Orange County) este un comitat din statul California, Statele Unite ale Americii.
Începând cu recensământul din 2010, populația era de 3,010,232, ceea ce a făcut-o să fie al treilea cel mai populat județ din California, al șaselea, cel mai populat din Statele Unite, și mai populat decât douăzeci și unu de state din S.U.A. Este al doilea județ cu cea mai densă populație din stat, al doilea numai în județul San Francisco. Cele patru mari orașe din județ, Anaheim, Santa Ana, Irvine și Huntington Beach, au populații care depășesc 200.000. Mai multe orașe din Orange County sunt pe coasta Pacificului, inclusiv Huntington Beach, Newport Beach, Laguna Beach, Dana Point și San Clemente.
Orange County este inclusă în zona statistică metropolitană Los Angeles-Long Beach-Anaheim. Treizeci și patru de orașe încorporate sunt situate în județ; cel mai nou este Aliso Viejo, care a fost înființat în 2001. Anaheim a fost primul oraș, înființat în 1870, când regiunea era încă parte a vecinătății județului Los Angeles. În timp ce majoritatea centrelor de populație din Statele Unite tind să fie identificate de un oraș major, nu există un centru urban definit în Orange County. Este în mare parte suburbană, cu excepția unor zone urbane tradiționale, în centrele orașelor mai vechi din Anaheim, Fullerton, Huntington Beach, Orange și Santa Ana. Există mai multe dezvoltări în stil urban, cum ar fi Irvine Business Center, Newport Center și South Coast Metro.
Județul este cunoscut pentru turism cu atracții precum Disneyland, Ferma lui Knott's Berry și câteva plaje populare, de-a lungul celor 64 de kilometri de coastă. Este, de asemenea, cunoscut pentru conservatorismul său politic - un studiu academic din 2005 enumeră trei orașe din Orange County, printre cele mai conservatoare din cele 25 de state ale Americii, făcându-l unul din cele două județe din Statele Unite care conțineau mai mult de un astfel de oraș (Maricopa County, Arizona), pe listă. Orange County face parte din Coasta Tech.